# Naturistenvereniging
Een naturistenvereniging is een vereniging met als doel het beleven en bevorderen van het naturisme. Zij richt zich op de levenswijze van de mens met de natuur en het milieu en wordt gekenmerkt door wederzijds respect, begrip en vertrouwen. Gemeenschappelijke naaktheid is daarbij een belangrijk aspect.
Landelijke verenigingen in Nederland met meerdere afdelingen zijn Zon en Leven en de Lichtbonden.
Zelfstandige verenigingen zijn initiatieven op lokaal niveau met een eigen rechtspersoonlijkheid. Bijvoorbeeld "Naturistenvereniging Elsendorp" op Naturistisch Recreatiepark Elsendorp. In Nederland zijn deze aangesloten bij de Naturisten Federatie Nederland (NFN).
In België zijn naturistenverenigingen georganiseerd in de Federatie van Belgische Naturisten/Fédération Belge de Naturisme (FBN). Een van hen is Athena met een drietal recreatieparken.